# Rima Horton
Rima Horton (født 31. januar 1947) er en engelsk Labour-lokalpolitiker fra London. Hun var to gange opstillet til parlamentsvalg uden at blive valgt. I offentligheden er hun formodentlig bedst kendt som langvarig partner med skuespilleren Alan Rickman, som hun boede sammen med fra 1977 og blev gift med i 2012.
Horton var indvalgt i Kensington and Chelsea London Borough Council 1986-2006.